# Friedrich Ludwig Georg von Raumer
Friedrich Ludwig Georg von Raumer (Wörlitz, 1781 – Berlino, 1873) è stato uno storico, giurista e politico tedesco.

## Vita
Friedrich Ludwig Georg von Raumer nacque a Wörlitz il 14 maggio 1781; il padre, Georg Friedrich, era proprietario terriero e sovrintendente demaniale. Dopo una prima istruzione con precettori privati, von Raumer proseguì gli studi a Berlino, appassionandosi all'antichità classica. Nel 1798 entrò all'università di Halle per studiare diritto e scienze politiche, concludendo gli studi a Göttingen nel 1801. Tornato a casa, venne istruito per volere del padre nella gestione di una tenuta agricola.
Nel 1801 von Raumer iniziò a lavorare presso la Camera del Brandeburgo (kurmärkische Kammer); coltivò nel frattempo un crescente interesse per gli studi storici, e in particolare per il Medioevo e l'epoca degli Hohenstaufen. Nel 1806 assunse un incarico presso un dipartimento della camera del demanio a Königs-Wusterhausen e nel 1809 venne chiamato a Potsdam come consigliere. Pubblicò nel frattempo alcuni scritti di carattere storico ed economico. Nel 1810 entrò al ministero delle finanze, per poi passare all'ufficio del cancelliere di stato Karl August von Hardenberg.
L'interesse per la storia portò von Raumer, nel 1811, a conseguire il dottorato in filosofia presso l'università di Heidelberg, quindi a lasciare l'impiego e ad entrare come professore ordinario di scienze politiche e storia all'università di Breslavia. Sempre nel 1811 sposò Louise von Görschen. Nel periodo di insegnamento a Breslavia compì alcuni viaggi di studio, il primo dei quali, nell'autunno del 1815, a Venezia; tra il 1816 e il 1817 si recò ancora in Italia, a Roma, alla ricerca di documenti sulla storia degli Hohenstaufen.
Nel 1819 entrò alla Humboldt-Universität di Berlino per insegnare scienze politiche e storia; rivestirà le cariche di rettore e di decano della facoltà di filosofia, insegnando fino al 1853, anno in cui andrà in pensione (pur seguitando a tenere lezioni). In questi anni von Raumer compì diversi viaggi all’estero, grazie ai quali poté conoscere e osservare direttamente alcuni paesi come la Francia, l'Inghilterra e l'Italia.
Tra il 1823 ed il 1825 pubblicò la Geschichte der Hohenstaufen und ihrer Zeit (Storia degli Hohenstaufen e della loro epoca) opera alla quale è maggiormente legata la sua fama di storico. Nel 1826 uscivano le Untersuchungen über die geschichtliche Entwicklung der Begriffe von Recht, Staat und Politik (Ricerche sullo sviluppo storico dei concetti di diritto, stato e politica); l'anno seguente von Raumer veniva accolto all'Accademia delle Scienze di Berlino. Nel 1839 compì il terzo e più lungo dei suoi viaggi in Italia. Malgrado i molti impegni, von Raumer fu attivo nella vita politica del suo paese: nel 1847 venne eletto consigliere comunale a Berlino e nel 1848 deputato all'Assemblea Tedesca. Nell'agosto del 1848 fu inviato come rappresentante del governo a Parigi; successivamente divenne membro della Prima Camera prussiana.
Nel 1841 von Raumer visitò gli Stati Uniti; nel decennio 1850-1860 fece ancora altri viaggi più o meno lunghi in diversi paesi europei, spingendosi in Grecia e a Costantinopoli. Continuò a scrivere e a pubblicare fino a tarda età, concludendo la sua vita a Berlino il 14 giugno 1873.

### Von Raumer e l'Italia
Von Raumer compì tre viaggi in Italia. Il primo, nel 1815, lo portò a Venezia e diede origine ad un resoconto pubblicato col titolo Die Herbstreise nach Venedig (Viaggio autunnale a Venezia), originale lavoro che descrive la situazione di Venezia all'indomani della caduta di Napoleone e della nuova occupazione austriaca. Del secondo viaggio, a Roma, non si hanno che poche notizie tratte dal suo epistolario. Il terzo viaggio, compiuto nel 1839, durò quasi sei mesi e lo portò a visitare l'intera Penisola L'anno seguente v. Raumer pubblicò un'opera in due volumi dal titolo Italien, Beiträge zur Kenntnis dieses Landes (L'Italia: contributi alla conoscenza di questo paese) che venne subito tradotta in inglese (Italy and the italians, 2 vol. London 1840). In quest'opera l'autore traccia un profilo dei diversi stati italiani preunitari in cui ebbe occasione di soggiornare, fornendo una quantità di informazioni che vanno dalla politica alla giurisprudenza, dalla vita economica a quella culturale, dal costume all'organizzazione militare, con un ampio corredo di dati statistici riguardanti il commercio, la pubblica istruzione, i bilanci degli stati e dei comuni, il sistema delle dogane e molti altri aspetti. Ne risulta uno straordinario ritratto della complessa realtà italiana alla viglia dell'Unità nazionale. In quest'opera von Raumer, pur amando l'Italia ed apprezzandone la cultura, si mostra tuttavia profondamente scettico circa l'idea di un'unificazione politica della Penisola.

## Opere principali in ordine cronologico
- Sechs Gespräche über Krieg und Handel (Sei discorsi sulla guerra ed il commercio), 1805.
- Über das brittische Besteuerungssystem, insbesondere die Einkommensteuer mit Hinsicht auf die in der preußischen Monarchie zu treffenden Einrichtungen (Sul sistema di     tassazione britannico, ed in particolare circa l’imposta sul reddito, con riferimento alle misure da adottare nella Monarchia Prussiana) 1810.
- Handbuch merkwürdiger Stellen aus den lateinischen Geschichtsschreibern des Mittelalters (Manuale dei passi notevoli tratti dagli autori latini del Medioevo) 1812.
- Herbstreise nach Venedig (Viaggio autunnale a Venezia) 1815.
- Geschichte der Hohenstaufen und ihrer Zeit (Storia degli Hohenstaufen e della loro epoca), 6 voll., 1823-1825.
- Untersuchungen über die geschichtliche Entwicklung der Begriffe von Recht, Staat und Politik (Ricerche sullo sviluppo storico dei concetti di diritto, stato e politica) 1826.
- Über die preußische Städteordnung, nebst einem Vorwort über die bürgerliche Freiheit, nach französischen und deutschen Begriffen (Sull’ordinamento comunale prussiano, unitamente ad una premessa sulla libertà civica secondo il concetto francese e tedesco) 1828
- Briefe aus Paris zur Erläuterung der Geschichte des 16. und 17. Jahrhunderts (Lettere da Parigi a commento della storia dei secoli XVI e XVII), 2 voll., 1831
- Geschichte Europas seit dem 15. Jahrhundert (Storia dell’Europa dal secolo XV) 1832-1850
- England im Jahre 1835 (L’Inghilterra nel 1835), 2 voll., 1836.
- Beiträge zur neueren Geschichte Europas aus dem britischen Museum und Reichsarchiv (Contributi alla nuova storia dell’Europa dal British Museum e dall’Archivio Imperiale), 5 voll., 1836-1839.
- Italien, Beiträge zur Kenntnis dieses Landes (L’Italia: contributi alla conoscenza di questo paese), 2 voll., 1840.
- Die Vereinigten Staaten von Nordamerika (Gli Stati Uniti del Nordamerica) 1845.
- Briefe aus Frankfurt und Paris (Lettere da Francoforte e Parigi), 2 voll., 1849.
- Briefe über gesellschaftliche Fragen der Gegenwart (Lettere sulle questioni sociali dell’epoca presente) 1850.
- Reise nach Südamerika (Viaggio in Sudamerica) 1852
- Historisch-politischen Briefe über die geselligen Verhältnisse der Menschen (Lettere storico-politiche sui rapporti sociali degli uomini) 1860.
- Lebenserinnerungen und Briefwechsel (Ricordi biografici ed epistolario), 2 voll., 1861
- Handbuch zur Geschichte der Literatur (Manuale di storia della letteratura), 4 voll., 1864
- Litterarischer Nachlaß (Lascito letterario), 1869

### In lingua tedesca
- Franz Xaver von Wegele: Raumer, Friedrich Ludwig Georg von. In: Allgemeine Deutsche Biographie (ADB). Band 27, Duncker & Humblot, Leipzig 1888, S. 403–414.
- Stefan Jordan: Raumer, Friedrich Ludwig Georg von. In: Neue Deutsche Biographie (NDB). Band 21, Duncker & Humblot, Berlin 2003, ISBN 3-428-11202-4, S. 201 f. (Digitalisat).

### In lingua italiana
- Marco Marchetti, Friedrich von Raumer, il Piemonte, l’Italia, Edizioni del C.I.R.V.I., Biblioteca del Viaggio in Italia, Studi, n. 107, Moncalieri, 2013 (estratto dagli Atti del Convegno L’Unità d’Italia nell’occhio dell’Europa, tomo II, pp. 685-756).
- Marco Marchetti, Friedrich von Raumer incontra Alessandro Manzoni, in “Bollettino del C.I.R.V.I.”, n. 69, anno XXXV, fasc. I, gennaio-giugno 2014, pp. 9-20.